# 登韦勒-弗龙巴赫
登韦勒-弗龙巴赫是德国莱茵兰-普法尔茨州的一个市镇。总面积6.11平方公里，总人口275人，其中男性136人，女性139人（2011年12月31日），人口密度45人/平方公里。

## 历史
1270年，海因里希（Heinrich）文件首次将登韦勒（Dennweiler）村称为“登威尔（Dennewilre）”。弗罗恩巴赫（Frohnbach）还发现了它的第一个名字“ Vronebach”1302。最初，两个村庄都属于不同的社区。弗罗恩巴赫（Frohnbach）隶属于雷米格斯兰（Remigiusland），丹恩维尔（Dennweiler）隶属于凡尔登教区。费尔登兹县在1147年成立后，两个村庄均归其所有。1444年，费尔登兹县被新成立的茨魏布吕肯公国取代，从而改变了登韦勒和弗罗恩巴赫的责任。
在三十年战争之前，这两个村庄都有70名居民和18户家庭，但是在战争期间它们已经完全灭绝了。在1675年路易十四征服战争引起的毁灭性破坏和随之而来的人口流失之后，人口在18世纪再次增加。
从1801年到1814年，他们被法国占领，被分配给比肯费尔德区和库塞尔州。此外，两个村庄都合并为登韦勒-弗龙巴赫。

1816年，巴伐利亚王国接管。